# Полуденная (приток Большой Пали)
Полуденная — река в Пермском крае России. Устье реки находится в 15 км по правому берегу реки Большая Паль. Длина реки составляет 14 км.

## Данные водного реестра
По данным государственного водного реестра России относится к Камскому бассейновому округу, водохозяйственный участок реки — Кама от Камского гидроузла до Воткинского гидроузла, речной подбассейн реки — бассейны притоков Камы до впадения Белой. Речной бассейн реки — Кама.